# Philipp Silber
Philipp Silber   (Txernivtsí, 17 de juliol de 1876 - Sobibor, 14 de juny de 1942) fou un compositor austríac.

## Biografia
Silber, fill del venedor ambulant Oswald Silber, va assistir a l'escola primària i secundària a Viena i Radautz. Després va estudiar dret a la Universitat de Viena del 1896 al 1900, on es va doctorar el 1903, en judicatura. Al mateix temps, va prendre classes musicals de Carl Lafite, Alexander von Zemlinsky i Richard Heuberger. A partir de 1903, Silber va ser membre de la "Society of Authors, Composers and Music Publishers" (AKM) de Viena, fundada el 1897, i va representar aquesta societat de drets d'autor en diverses funcions legals, inclòs com a membre del seu tribunal d'arbitratge.
A més del seu treball com a funcionari, Silber també va treballar com a director i director de cor i va compondre valsos, marxes, cançons, operetes i una òpera.
Ja el 1907, Silber va gravar gramòfons amb una orquestra especial per part de membres de la "Wiener Tonkünstler" per a les marques "Scala" i "Premier". Quan la "Primera Exposició Internacional de Caça" va tenir lloc a Viena el 1910, va ser contractat per dirigir la "Capella de Manhattan" de 18 homes, que hi tocava en un quiosc per entretenir els visitants. S'ha enregistrat aquesta formació a "Premier Record". També demostra que, a més de la música d'òpera i la música clàssica lleugera, Silber no només tocava música lleugera convencional europea-vienesa, sinó que també estava oberta a noves formes de música transatlàntiques com el "Cake Walk".
El 14 de juny de 1913 va tenir lloc a l'apartament de Silber a Viena la reunió constitutiva del Club de Compositors Austríacs (avui l'Associació de Compositors Austríacs, ÖKB); Juntament amb Eduard Kremser (primer president) i Karl Michael Ziehrer (primer vicepresident), Silver va ser vicepresident segon a la junta fundadora de l'ÖKC. En la 4a Assemblea General del 2 de març de 1916, Silber va ser substituït en aquesta funció per Franz Lehár. A finals dels anys vint, Silber era secretari general de la "Society of Concert Conductors", Kapellmeister i director del cor a Viena.
Després de la seva deportació del gueto d'Izbica el 14 de juny de 1942, no hi havia cap senyal de vida de Silber. El 1969 fou declarat mort en la data de la deportació.

## Obra
- Der fahrende Geselle. Òpera còmica
- 1896: Der Weiberfeind. Opereta. Llibret de Karl Georg Zwerenz.
- 1906: Unterm Stephansturm. Opereta.
- 1908: Die Paradiesvögel. Opereta. Llibreta d'A. M. Willner i Julius Wilhelm.
- 1912: Der keusche Joseph. Opereta Llibret de Karl Georg Zwerenz.